# Алгазин, Александр Кузьмич
Алекса́ндр Кузьми́ч Алга́зин (1 [14] марта 1914 — 23 апреля 1985) — советский лётчик, офицер ВВС, участник Советско-финской и Великой Отечественной войн, в годы Великой Отечественной войны — гвардии капитан, штурман звена 9-го гвардейского авиационного полка 7-й гвардейской авиационной дивизии 3-го гвардейского авиационного корпуса авиации дальнего действия (АДД), Герой Советского Союза (18.09.1943), подполковник.

## Биография
Родился 1 (14) марта 1914 года в селе Голубовка Екатеринославской губернии (ныне посёлок городского типа Комиссаровка Перевальского района Луганской области Украины). Получив неполное среднее образование работал слесарем, помощником машиниста паровоза на станции Дебальцево. В 1934 г., после окончания педагогических курсов работал учителем в Луганской школе-интернате.
Призван в Красную Армию в 1936 году. В 1937 году закончил Ейское военно-морское училище. 

Участвовал в Советско-финской войне (1939—1940). Во время которой стрелок-бомбардировщик Алгазин совершил 47 боевых вылетов, за что был награждён орденом Красной звезды.
С июля 1941 года участник Великой Отечественной войны. Совершал первые налёты советской бомбардировочной авиации на Берлин (август 1941 года) и другие важные объекты в тылу противника. К сентябрю 1943 года Алгазиным совершено 195 боевых вылетов.

Указом Президиума Верховного Совета СССР от 18 сентября 1943 года за образцовое выполнение боевых заданий командования на фронте борьбы с немецко-фашистскими захватчиками и проявленные при этом мужество и героизм, гвардии капитану Александру Кузьмичу Алгазину присвоено звание Героя Советского Союза с вручением ордена Ленина и медали «Золотая Звезда» (№ 1727).

После войны продолжал службу в ВВС. В 1947 году окончил курсы усовершенствования офицерского состава. С 1954 года подполковник А. К. Алгазин — в запасе.
Жил в городе Прилуки Черниговской области Украины. Умер 23 апреля 1985 года. В его честь в Прилуках названа одна из улиц города. В военном городке установлен бюст героя.

## Награды
- Медаль «Золотая Звезда» Героя Советского Союза
- Орден Ленина
- Два ордена Красного Знамени
- Орден Отечественной войны I степени
- Два ордена Красной Звезды
- Медали